# Thường A Đại
Thường A Đại (tiếng Trung: 常阿岱, 21 tháng 11 năm 1643 – 29 tháng 5 năm 1665) là một hoàng thân của nhà Thanh trong lịch sử Trung Quốc, người thừa kế 1 trong 12 tước vị Thiết mạo tử vương.

## Cuộc sống
Thường A Đại sinh vào giờ Ngọ, ngày 11 tháng 10 (âm lịch) năm Sùng Đức thứ 8 (1643), trong gia tộc Ái Tân Giác La. Ông là đích trưởng tử của Tốn Thân vương Mãn Đạt Hải, mẹ ông là Đích Phúc tấn Bác Nhĩ Tế Cát Đặc thị.
Năm Thuận Trị thứ 9 (1652), phụ thân ông qua đời, ông được tập tước Tốn Thân vương đời thứ 2, tức Lễ Thân vương đời thứ 3. Năm thứ 16 (1659), cha ông bị truy luận tội, bị đoạt thụy, hàng tước. Ông cũng bị liên lụy mà hàng tước xuống Bối lặc, tước vị Lễ vương phủ do Khang Quận vương Kiệt Thư – con trai của Hỗ Tắc, con trai thứ tám của Đại Thiện thừa tập.
Năm Khang Hi thứ 4 (1665), ông qua đời, được truy thụy Hoài Mẫn (怀愍) tức "Hoài Mẫn Bối lặc". Con trai thứ sáu của ông là Tinh Ni (星尼) được tập tước, phong Bối tử.

## Gia quyến

### Thê thiếp
- Nguyên phối: Bác Nhĩ Tế Cát Đặc thị (博爾濟吉特氏), con gái của Nại Mạn Thai cát Ba Đạt Lý (巴达里).
- Kế thất: Bác Nhĩ Tế Cát Đặc thị (博爾濟吉特氏), em gái của Nguyên phối.
- Tam kế thất: Nạp Lạt thị (納喇氏), con gái của Thượng thư Ngô Đạt Lý (吴达里).
- Trắc thất: Chu thị (周氏), con gái của Chu Đạo Đương (周道当). Nguyên là Thứ Phu nhân, được tấu phong Trắc Phu nhân vào năm Khang Hi thứ 61 (1722).
- Thứ Phu nhân:
  - Thạch thị (石氏), con gái của Gia Khắc Đạt (嘉克达).
  - Hàn thị (韩氏), con gái của Hàn Bác (韩博).
- Thứ thiếp: Đường thị (唐氏), con gái của Đường Văn Minh (唐文明).

### Hậu duệ

#### Con trai
1. Tác Tấn (索晋, 1660 – 1702), mẹ là Thứ phu nhân Hàn thị. Năm 1684 được phong Tam đẳng Thị vệ, 4 năm sau (1688) thì bị cách tước. Có ba con trai.
2. Tích Lăng Đồ (錫楞圖, 1662 – 1730), mẹ là Trắc thất Chu thị. Năm 1676 được phong Phụng ân Tướng quân, gia hàm Nhất vân Kỵ úy (1697). Có bảy con trai.
3. Thế Hiến (世憲, 1662 – 1719), mẹ là Thứ phu nhân Thạch thị. Năm 1676 được phong Phụng ân Tướng quân. Có tám con trai.
4. Quảng Xương (廣昌, 1664 – 1697), mẹ là Thứ phu nhân Hàn thị. Năm 1678 được phong Phụng ân Tướng quân. Có bốn con trai.
5. Hi Thường (希常, 1664 – 1741), mẹ là Thứ phu nhân Thạch thị. Năm 1678 được phong Phụng ân Tướng quân. Năm 1713 bị cách tước. Có 14 con trai.
6. Tinh Ni (星尼, 1665 – 1729), mẹ là Tam Kế Phu nhân Na Lạp thị. Năm 1665 tập tước, được phong Bối tử, sau bị cách tước (1688). Năm 1713 phục phong Phụ quốc công, sau lại bị cách tước (1724). Có mười tám con trai.

#### Con gái
- Con gái thứ 2, được phong làm Quận quân, gả cho Đô thống Thạch Văn Bính. Thạch Văn Bính có ba con gái lần lượt là Chính thất của Lý Mật Thân vương Dận Nhưng, Du Khác Quận vương Dận Vu, và Kế thất của Dụ Thân vương Bảo Thái – con trai của Dụ Hiến Thân vương Phúc Toàn.